# Hersilia madang
Hersilia madang är en spindelart som beskrevs av Baehr 1993. Hersilia madang ingår i släktet Hersilia och familjen Hersiliidae. Inga underarter finns listade i Catalogue of Life.